# Fajsal Džáballáh
Fajsal Džáballáh (* 1. května 1988 Nafta, Tunisko) je tuniský zápasník–judista.

## Sportovní kariéra
V roce 2011 nahradil v tuniské reprezentaci v těžké váze Anise Chedlyho. V roce 2012 se kvalifikoval na olympijské hry v Londýně a vypadl ve druhém kole s Francouzem Teddy Rinerem. V roce 2016 se kvalifikoval na olympijské hry v Riu a vypadl v prvním kole s Maďarem Barna Borem.
Faicel Jaballah je pravoruký judista, rád útočí na soupeře strhy (tani-otoši, sumi-gaeši nebo makikomi), jeho technika je však nepřesná a jedná se spíše o povalení fyzicky slabšího soupeře na zem. V zápasech umí využívat své mohutné postavy a hrubé síly.

### Vítězství
- 2014 - 1x světový pohár (Baku)
- 2015 - 2x světový pohár (Tunis, Samsun)

## Výsledky
| Olympijské hry     |     |   | — |   |   |    | úč. |    |     |     | úč. |     |  |  |  |  |  |  |  |  |  |
| Mistrovství světa  |     | — |   | — | — | 7. |     | 3. | úč. | úč. |     | úč. |  |  |  |  |  |  |  |  |  |
| Africké hry        |     | — |   |   |   | 1. |     |    |     | 1.  |     |     |  |  |  |  |  |  |  |  |  |
| Mistrovství Afriky | —   |   | — | — | — | 2. | 3.  | 1. | 1.  | 1.  | 1.  | úč. |  |  |  |  |  |  |  |  |  |
| MS juniorů         | úč. |   |   |   |   |    |     |    |     |     |     |     |  |  |  |  |  |  |  |  |  |

### Bez rozdílu vah
| Turnaj             | 2006 | 2007 | 2008 | 2009 | 2010 | 2011 | 2012 | 2013 | 2014 | 2015 | 2016 | 2017 |
| Turnaj             | 18   | 19   | 20   | 21   | 22   | 23   | 24   | 25   | 26   | 27   | 28   | 29   |
| ------------------ | ---- | ---- | ---- | ---- | ---- | ---- | ---- | ---- | ---- | ---- | ---- | ---- |
| Mistrovství světa  |      | —    | úč.  |      | —    | úč.  |      |      |      |      |      | úč.  |
| Mistrovství Afriky | —    |      | —    | 3.   | —    | 2.   | 1.   | 2.   | 1.   | 1.   | 1.   | 5.   |